# Spatiebalk

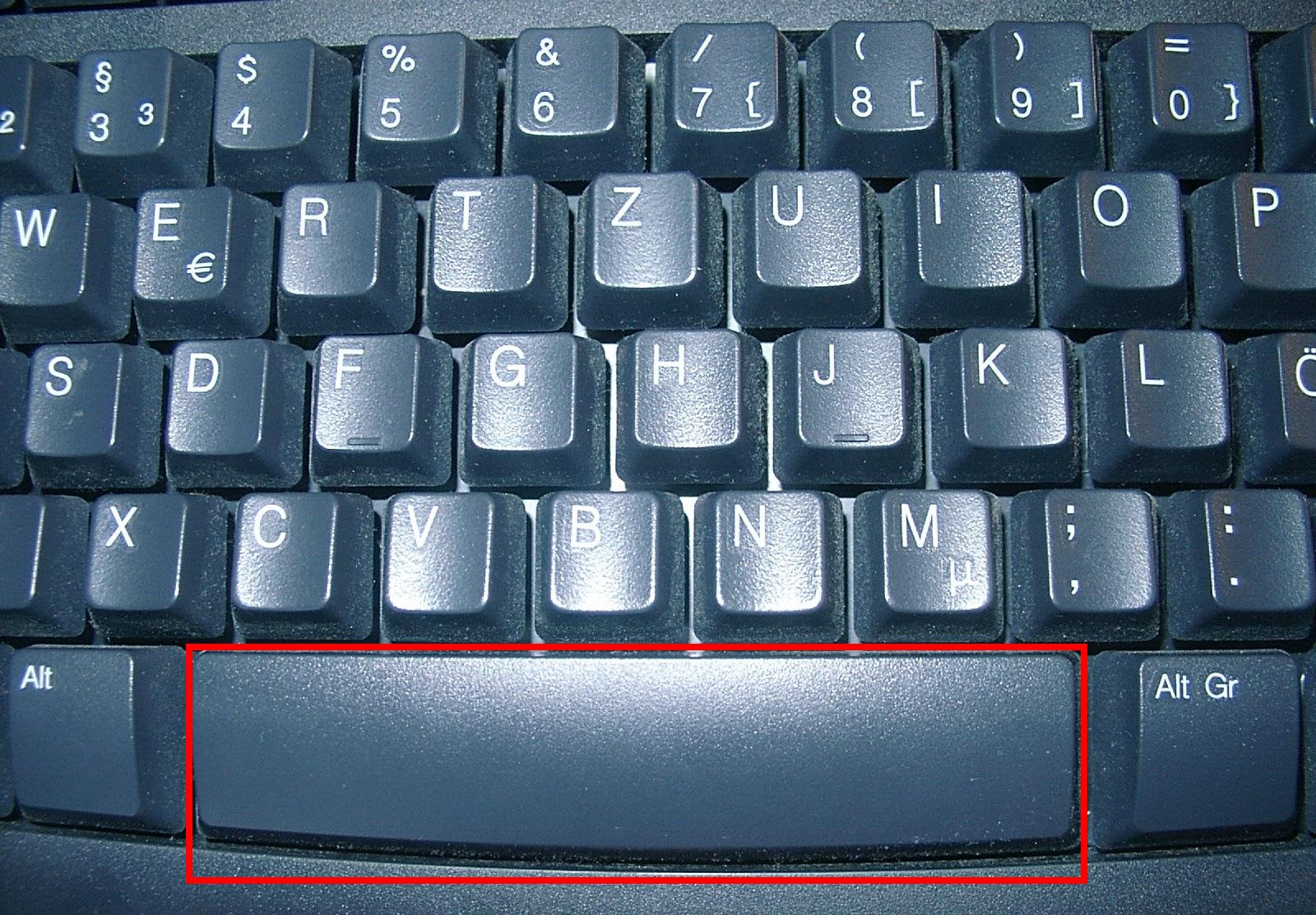
De spatiebalk

De spatiebalk (Engels: space bar) is een toets op het toetsenbord van bijna alle computers en schrijfmachines. Hij bevindt zich op de onderste rij van het toetsenbord, en ontleent z'n naam aan het feit dat de toets hoofdzakelijk dient om spaties te typen en langgerekt van vorm (balkvormig) is. Deze vorm maakt dat de toets met de duim van beide handen bediend kan worden, zodat de spatiebalk makkelijk te bereiken is, want spaties komen veelvuldig voor in teksten.
De spatiebalk heeft meestal geen opschrift.

## Andere functies
Op computers heeft de spatiebalk soms nog andere functies, meestal afhankelijk van het gebruikte besturingssysteem en/of het huidige programma. Vaak wordt hierbij de spatiebalk gebruikt in combinatie met één of meerdere andere toetsen.
Veel mediaspelers gebruiken de spatiebalk om de weergave van beeld en/of geluid te pauzeren en weer verder te laten gaan.
Programma's voor Unix die een hoeveelheid tekst weergeven die niet in één keer op het scherm past, gebruiken de spatiebalk vaak om naar het volgende scherm te gaan (om de tekst dus één scherm naar boven te laten scrollen). Deze functie is overgenomen door de meeste webbrowsers.
Onder versie 10.4 en later van Mac OS X dient de toetscombinatie Command-spatiebalk om de zoekfunctie Spotlight te starten.
In Microsoft Windows wordt de toetscombinatie Alt-spatiebalk gebruikt om een menu te openen waarmee het huidige venster onder andere gesloten, verplaatst en geminimaliseerd kan worden.
Computerspellen gebruiken de spatiebalk voor allerlei verschillende functies, meestal dingen die makkelijk en snel in het spel te doen moeten zijn, zoals schieten met een wapen, voorwerpen gebruiken, deuren openen, enz.

## Toetsenbord
Op een IBM/Windows toetsenbord (QWERTY) is het de brede toets aan de onderzijde van het toetsenbord: